# イランの議会
イランの議会（イランのぎかい、ペルシア語: مجلس شورا Majles-e Showrā、Majles-e Shourā）またはマジレス（ペルシア語: مجلس Majles）は、イラン・イスラーム共和国の立法府。一院制。
2008年1月現在の議会の正式名称はイラン・イスラーム議会（ペルシア語: مجلس شورای اسلامی 英語: Islamic Parliament of Iran）であり、イラン国会とも訳される。
第11期議会の議長はモハンマド・バーゲル・ガーリーバーフ、第一副議長はアミールホセイン・ガージーザーデ・ハーシェミー、第二副議長はアリー・ニークザード。
2000年2月18日選挙の第7期マジレスで定数は270から290へと変更された。

## 前イスラーム革命期の議会
マジレスは1906年から1979年の前イスラーム革命期には「国民議会 （ペルシア語: مجلس شورای ملی Majles-e Showrā-ye Mellī）」の名を取り、下院として機能し、イラン上院とともに立法府を形成した。
国民議会はイラン立憲革命によりイラン1906年憲法に基づいて設置され、1906年10月6日（イラン暦1285年メフル月13日）開会された。パフラヴィー朝初代モハンマド・レザー・シャーのもとで議会は速やかに権力を蓄積。パフラヴィー朝下、注目すべき議会通過法案には1951年3月15日の「石油国有化法案」、1967年の「家族保護法」などがある。後者は離婚の際の親権など、女性に多くの基本的権利を与えるものであった。
女性の議会選挙における選挙権・被選挙権が認められたのは1963年、シャーの白色革命の一環としてである。しかしながら、アーヤトッラー・ホメイニーなどシーア派宗教指導者をはじめとする伝統主義者は白色革命を西洋化であるとして危険視。1963年6月5日の蜂起とホメイニーの国外追放につながることになる。このような混乱をへて女性議員も参加しての第21期議会が招集されたのは1963年10月6日のことであった。
国民議会としての最後のマジレスが開催されたのは1979年2月7日（イラン暦1357年バフマン月18日）である。

## イスラーム共和国期の議会
1979年のイラン・イスラーム革命後、上院は廃止され一院制となった。また、1989年の憲法改定で正式名称が「国民諮問評議会」から「イラン・イスラーム議会」へと変更されている。
現在、マジレスの定数は290議席で、うち5議席が非ムスリムの宗教的少数派に割り当てられている。任期は4年。立候補にあたっては監督者評議会の資格審査を通過しなければならない。
マジレスは投票による閣僚の不信任、また政権運営について大統領に対する問責決議、弾劾の権利を持つ。ほとんどの法案は政府提出によるものであるが、各議員による議員立法もあり、また政府提出法案の修正も行われる。このような法律起案のほか、国際条約の批准、国家予算の承認がマジレスの機能となる。マジレスを通過した法案はすべて監督者評議会に送られその承認を得なければならない。したがってイランの議会制は、中東諸国に比べて制度自体の民主的性格は強いものの、アメリカ合衆国の立法府ほど強力な機関ではない。
1979年以降、マジレスは革命前にイラン上院として使われた建物を議場としている。新議事堂が革命前のマジレス議事堂周辺、すなわちテヘラン中心部バハーレスターン広場に建設された。若干の議論をへて2004年、移転は承認され同11月16日、新議事堂で初会議が開かれている。
2011年11月27日、国会は、イギリス大使の追放など対イギリス関係を見直す法案を可決した。この背景にはイギリスはイランの核開発を疑っており、最近イギリスの金融機関とイランの銀行との取引を停止する方針を明らかにするなどが関係している。

## 最新の選挙
2017年5月19日に実施されたイラン大統領選では、対外融和路線を進める現職のロウハニ大統領が、57％以上の票を獲得して再選を果たした。保守強硬派の統一候補であるライシ前検事総長の得票率は38％であった。今回のイラン大統領選挙は昨年1月のイラン核合意（JCPOA）以後初めての大統領選であり、イランの欧米各国との今後の関係を大枠において決定するという意味で国際的な関心を集めた。

## ギャラリー

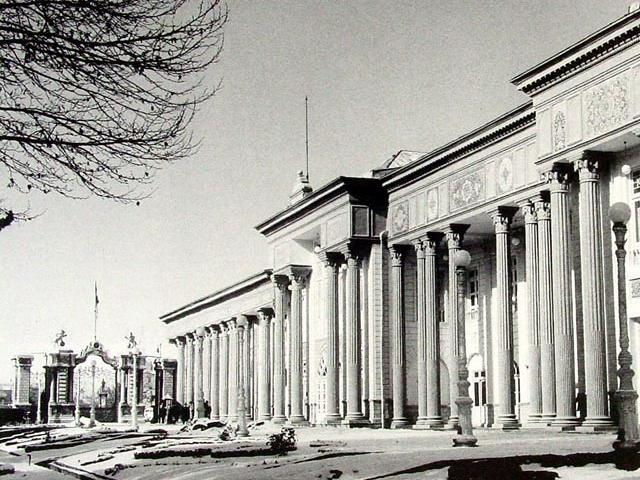
旧マジレス議事堂（1956年ころ）
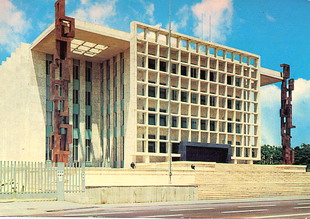
旧元老院議事堂（のち1979年から2004年までマジレス議事堂）